# BLIZZAK

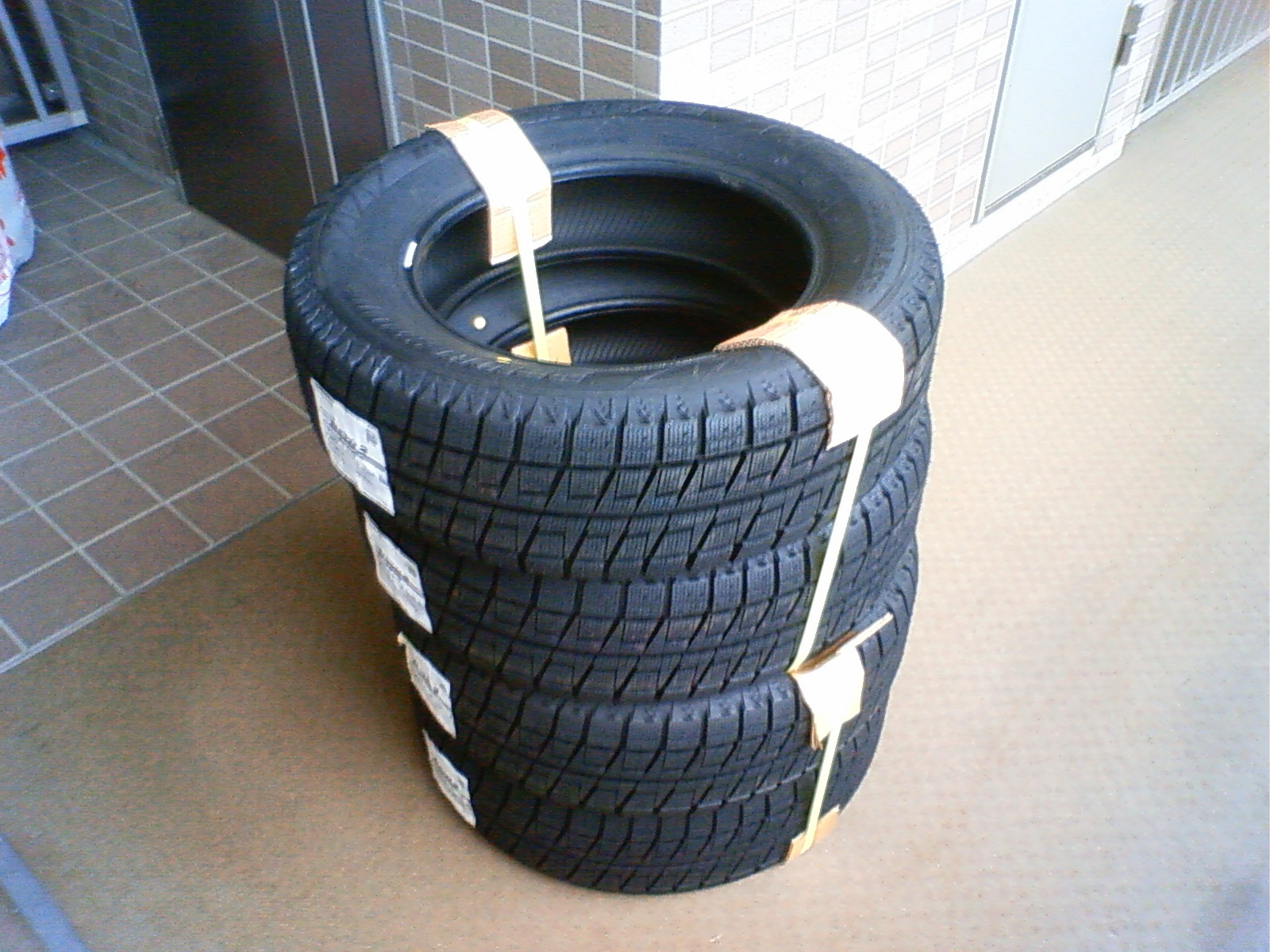
BLIZZAK Revo 2

BLIZZAK(ブリザック) とは、ブリヂストンが販売するスタッドレスタイヤの商品名。本項では同社が扱うブリザックブランド以外のスタッドレスタイヤに関しても記載する。

## 概要
- 1988年に発泡ゴム（マルチセルコンパウンド）を使用したスタッドレスタイヤとして販売開始。
- ゴムの中に気泡を入れてコントロールするという難題を克服して作られた。
- 気泡により氷上に存在する水膜を除去し、グリップ力を得るという発想で作られている。
- 英語で大吹雪を意味する「Blizzard」と、ドイツ語でのこぎりなどのギザギザの歯を意味する「Zacke」を組み合わせ名付けられた[1]。
- 2004年3月末時点で累計出荷本数が1億本を突破した。
- 現在、北海道及び北東北（青森県・秋田県・岩手県）では装着率が最も高いスタッドレスタイヤである。

## バリエーション

### 乗用車用

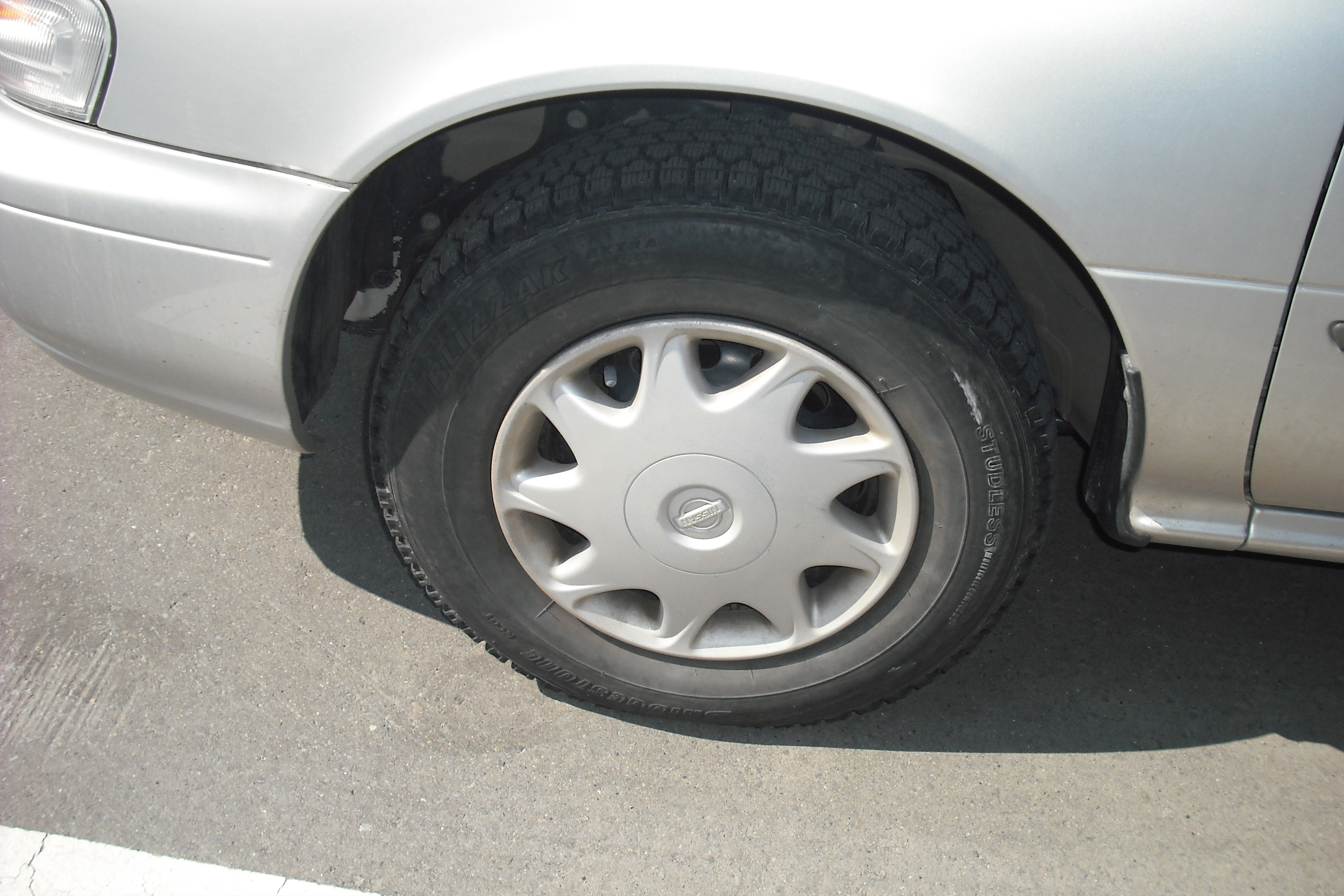
B14型日産・サニーに装着されたブリザックPM-30
パターンはPM-10に類似している

- BLIZZAK PM-10（マルチセルコンパウンド）
- BLIZZAK PM-20（マルチセルコンパウンド）
  - ともに1988年発売。初の発泡ゴム採用。
- BLIZZAK EXTRA PM-30（マルチセルコンパウンド）
  - 1991年発売。
- BLIZZAK MZ-01（マルチセルコンパウンドZ）
  - 1994年発売。気泡の大きさを均一にし、大きく氷上性能を上げたバージョン。さらにコンパウンド表面には発泡ゴムがでるまでの氷上性能向上を目的に細密リブレットを採用。リブレットをスタッドレスメーカー各社の中で最初に採用したスタッドレス。
- BLIZZAK MZ-02（連鎖発泡ゴム）
  - 1997年発売。気泡に水路を設け、除水効果と排水効果を向上。55偏平以下のサイズは発売されなかった。
- BLIZZAK MZ-03（メガ発泡ゴム）
  - 2000年発売（70偏平及び80偏平のサイズは2001年発売）。55偏平以下のサイズはMZ-01以来のモデルチェンジとなった。MZ-02の水路を大きくし、除水と排水効果をさらに向上させたスタッドレス。ゴム同士が支えるスクラムサイプを採用し接地面を向上。
- BLIZZAK REVO 1（レボワン）（レボ発泡ゴム）
  - 2003年発売（55偏平以下及び80偏平のサイズは2004年発売）。さらに大きくなった水路に特殊コーティングを施し自然界に存在するバイト粒子を固定しひっかき効果を加えたスタッドレス。革命(Revolution)の意味でREVO1と名付けられた。また、乾燥路の性能も大きく向上し、従来よりも減りにくく安定性が増している。
- BLIZZAK REVO 2（レボツー）（レボ発泡ゴムZ）
  - 2006年発売（55偏平以下及び80偏平のサイズは2007年発売）。REVO1で採用された水路とバイト粒子を約5倍に増量し、吸水とひっかき効果を従来より5倍に設定。パターンをZ（ゼット）型にし縦と横の効きを向上。スクラムサイプに支え棒のような物を設置して接地面向上を図り氷上や乾燥路・濡れた路面等でも効きと性能を向上させたスタッドレス。
- BLIZZAK REVO GZ（レボジーゼット）（レボ発泡ゴムGZ）
  - 2009年発売。REVO2のレボ発泡ゴムZに「コンティニューミクロパウダー」を投入し、発泡連鎖率を高めている。また、REGNO GR-9000とGRV、Playzで採用されている左右非対称形状で車のふらつきを抑えて直進安定性を高めている。
- BLIZZAK VRX（ヴイアールエックス）（アクティブ発泡ゴム）
  - 2013年発売。25周年記念商品。
- BLIZZAK VRX2（ヴイアールエックスツー）（アクティブ発泡ゴム2）
  - 2017年発売。進化した発泡ゴム「アクティブ発泡ゴム2」で氷路面でのブレーキ性能を向上（VRX対比氷上ブレーキ10%短縮）。新「非対称パタン」と「アクティブ発泡ゴム2」の組み合わせで静粛性向上（騒音エネルギー31%低減）。摩耗ライフ22%向上。
- BLIZZAK VRX3（ヴイアールエックススリー）（フレキシブル発泡ゴム）
  - 2021年発売（SUV向けのサイズは2022年発売）。「フレキシブル発泡ゴム」と新トレッドパタン技術を採用し、従来品対比氷上ブレーキ性能20%向上。トレッド変形を抑制・接地圧を均一化し、摩耗ライフ17%向上。「ロングステイブルポリマー」を配合し、発泡ゴムの柔らかさをさらに持続させ、効き持ちを向上。

#### 廉価品
ブリザックと同様に発泡ゴムは採用するものの、コンパウンドの配合変更、従前のトレッドパターン流用など、多少の性能を犠牲にし卸売に際し条件を付けることで安価で販売される。
ブリザックシリーズが高価格帯商品である為、ブリヂストン専売店・特約店等における普及価格帯の商品として一般販売され、またフリートユーザー（オートリース会社やレンタカー会社など）にも納入されている。
- ST-10
  - 2004年発売。MZ-02と同等品。
- ST-20
  - 2007年発売。MZ-03と同等品。
- ST-30
  - 2010年発売。REVO1のトレッドパターンを流用（コンパウンドは異なる）。
- ICEPARTNER
  - 2012年発売。2011年には一部海外向けとして販売されていた。
- ICEPARTNER 2
  - 2018年発売。REVO GZのトレッドパターンを流用。

### 4X4・SUV用
- WINTER DUELER DM-01（マルチセルコンパウンド）
- WINTER DUELER DM-Z2（マルチセルコンパウンドZ）
  - 1996年発売。MZ-01がベース。
- BLIZZAK DM-Z3（メガ発泡ゴム）
  - 2002年発売。MZ-03がベース。同社スタッドレスタイヤ初のタイヤ基盤技術AQドーナツ採用。
- BLIZZAK DM-V1（レボ発泡ゴムZ）
  - 2008年発売。REVO2がベース。
- BLIZZAK DM-V2（アクティブ発泡ゴム）
  - 2014年発売。VRXがベース。
- BLIZZAK DM-V3（アクティブ発泡ゴム2）
  - 2019年発売。VRX2がベース。

### バン・小型トラック用
- BLIZZAK FOR VAN VM-11（マルチセルコンパウンド）
- BLIZZAK FOR VAN VM-41（マルチセルコンパウンド）
- W940（マルチセルコンパウンド）
- BLIZZAK W965（LT専用メガ発泡ゴム）
  - 1999年発売。
- BLIZZAK REVO 969（レボ発泡ゴム）
  - 2006年発売。REVO1がベース。
- BLIZZAK VL1（LT専用メガ発泡ゴムII）
  - 2013年発売。
- W300（LT専用メガ発泡ゴム）
  - 2013年発売。非ブリザックブランドの（軽ボンネットバンを除く）軽商用車専用スタッドレス。REVO 969発売後も廉価品として併売されていたW965の145R12 6PRサイズの後継にあたる。トレッドパターンはREVO 969に酷似しているものの、コンパウンド技術面に関しては既に絶版となったバン・小型トラック用W965と全く同じであり、どちらかといえば氷上性能の追及より積載時の耐久性と耐摩耗性を重視した設計となっている。

### 小型トラック・バス用
- W940
- W960
- BLIZZAK W965（LT専用メガ発泡ゴム）
  - 1999年発売。
- BLIZZAK W969
  - 2008年発売。REVO969の小型トラック・バス用バージョン。
- BLIZZAK W979
  - 2014年発売。VL1の小型トラック・バス用バージョン。

### W9xxシリーズ

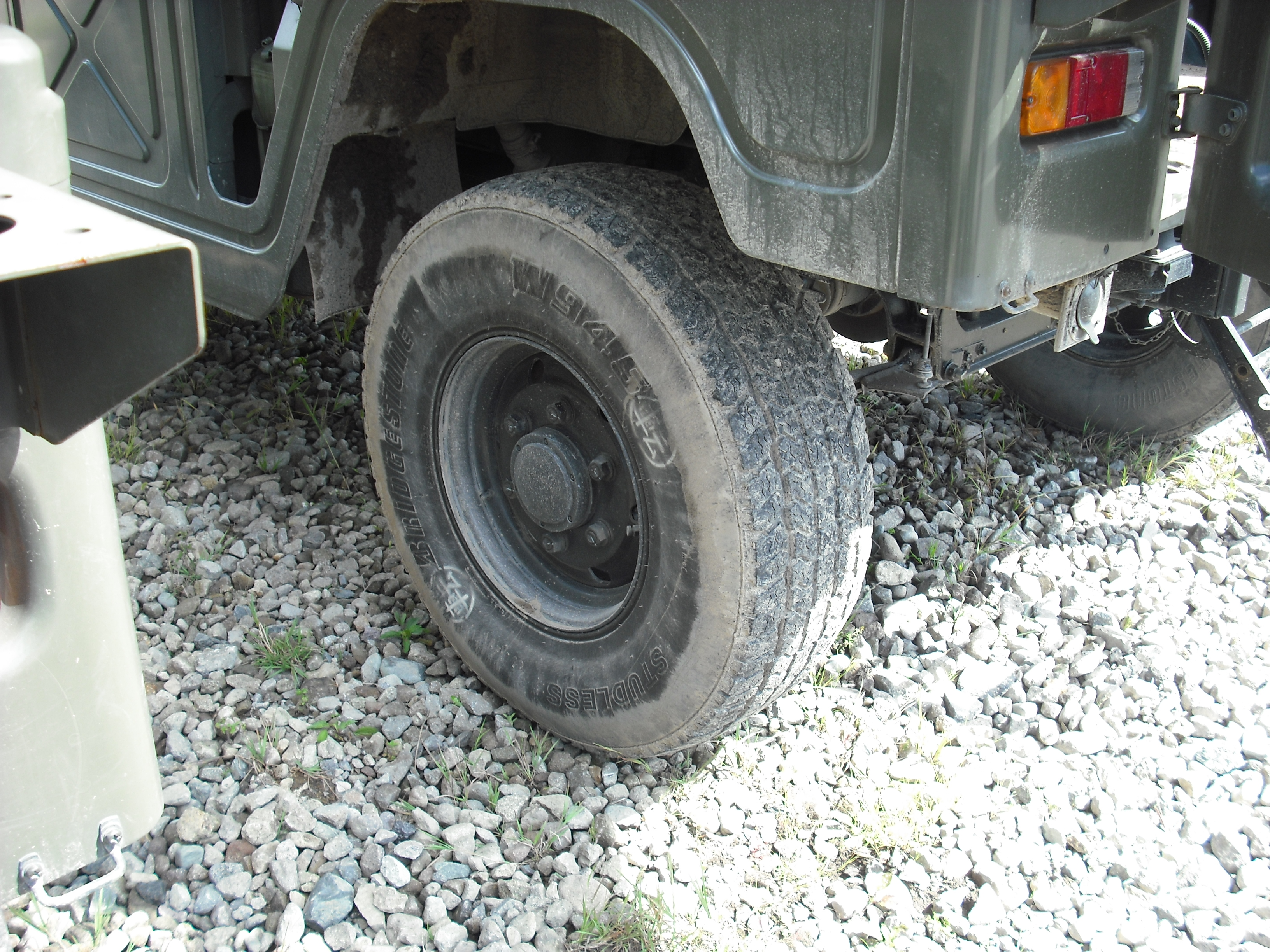
ブリザックW945　高機動車導入時に使用されていたスタッドレス、現在は廃番であり自衛隊でも夏用に転用している。コンパウンド技術は初期の物を流用している模様

- w940 - 主に小型トラック向けに現在も販売中。
- w945 - 主に高機動車向けに製造（特注）されていた。現在は廃番。サイプは鍵穴形状に近い。
- w960 - 主に小型トラック向けに現在も販売中。
- w965 - 1999年発売。主に小型トラック及び高機動車向けとして現在も製造中。コンパウンド技術面ではMZ-03に近い。
- w970 - 主に大型トラック向けに製造。氷上での効きが良好。欠点は減りやすい。
- w985 - 主に大型トラック向けに製造。氷上性能よりも摩耗に重点を置いたスタッドレス。
- W990A - 現在流通している中では一番新しいバージョン。w970の氷上性能に加え、耐摩耗性も付与したトラック向けの商品。

### INDUSTRIAL 産業車両
- PS01
- RS01
- iS01

### 中型・大型トラック・バス・ダンプ・トレーラー系
- W990
- W970
- W975
- W980
- W985
- W985K
- W987
- VSS
- W990A
- W930
- W973
- W987MC
- W987CT
- W950
- M748
- SGX

### タクシー用
耐摩耗性を重視。
- BLIZZAK TM-01
- BLIZZAK TM-01LS
- BLIZZAK TM-02
- BLIZZAK TM-02LS
- BLIZZAK TM-03
- BLIZZAK TM-03LS

## キャッチフレーズ
- きき・もち
- 発泡ゴムが牙をもつ。
- きき・もち ブリザック
- きき・もち スタッドレス
- 発泡ゴムだから効く。効きが長持ち。発泡ゴムは、ブリザックだけ。
- 効きが長持ち
- 除水で効く。そのうえ効きが持つ。発泡ゴムは、ブリザックだけ。
- 縦に効く、横に効く。さまざまな冬道に効く。冬道、縦横無尽発想。
- 2台に1台がブリザック 北海道で、北東北で※ 装着率No,1スタッドレスBLIZZAK
- 北海道で、北東北で装着率No,1スタッドレスBLIZZAK
- 雪国が育てたNo,1 装着率No,1スタッドレスBLIZZAK
- 2台に1台がブリザック 選ばれ続けてNo,1 装着率No,1スタッドレスBLIZZAK
- 選ばれ続けてNo,1装着率No,1スタッドレスBLIZZAK

※順不同

## テレビCM曲
- 広瀬香美「甘いお話 part3」
- レミオロメン「恋の予感から」
- スピッツ「幻のドラゴン」